# Це модель з Парижа (фільм, 1926)
Це модель з Парижа (англ. That Model from Paris) — американська кінокомедія режисера Луї Ганьє 1926 року з Марселін Дей в головній ролі.

## У ролях
- Марселін Дей — Джейн Міллер
- Берт Літелл — Роберт Річмонд
- Ейлін Персі — Меймі
- Ворд Крейн — Морган Грант
- Місс Дюпон — Ліля
- Кроуфорд Кент — Генрі Марш
- Отто Ледерер — містер Кац
- Неллі Блай Бейкер — масажистка